# Anders Österling
Anders Johan Österling (ur. 13 kwietnia 1884 w Helsingborgu, zm. 13 grudnia 1981 w Sztokholmie) – szwedzki poeta, krytyk literacki i teatralny oraz tłumacz. Członek Akademii Szwedzkiej od 1919. Przewodniczący komitetu Nagrody Nobla w latach 1947–1968.
Anders Österling studiował historię literatury na Uniwersytetecie w Lund. Od 1909 do 1919 pracował na tej uczelni jako bibliotekarz. W latach 1919–1935 pisał dla dziennika „Svenska Dagbladet”. W 1919 został członkiem Akademii Szwedzkiej, a w 1921 komitetu Nagrody Nobla. W 1936 rozpoczął współpracę z czasopismem „Stockholms-Tidningen”, którą kontynuował do 1966. Od 1941 do 1964 był sekretarzem Akademii Szwedzkiej. W latach 1947–1968 przewodniczył komitetowi noblowskiemu.
Anders Österling kontynuował szkołę poetycką zapoczątkowaną przez Ola Hanssona i Vilhelma Ekelunda. Tłumaczył dzieła z języka włoskiego (m.in Dante Alighieri, Salvatore Quasimodo), angielskiego, francuskiego i niemieckiego. Wybrane wiersze Österlinga zostały przetłumaczone na język polski przez Zygmunta Łanowskiego.

## Wybrane zbiory poetyckie
(opracowano na podstawie materiału źródłowego)
- Preludier (1904)
- Årest visor (1907)
- Facklor i stormen (1913)
- Idyllernas bok (1917)
- Sänger i krig (1917)
- Livets värde (1940)
- Sent i livet (1970)